# Eyes on you
Singles de Kato Miliyah
I Will
(2006) My Girl feat. COLOR
(2007)
Eyes on you est le 8e single de Kato Miliyah sorti sous le label Mastersix Foundation le 7 février 2007 au Japon. Il atteint la 13e place du classement de l'Oricon. Il se vend à 9 887 exemplaires la première semaine, et reste classé pendant 6 semaines, pour un total de 25 246 exemplaires vendus.
Eyes on you a été utilisé comme thème musical pour le film Bubble e Go!! Time Machine wa Drum Shiki. Kono Mama Zutto Asa Made est inspiré de la chanson Everyone Falls In Love de Tanto Metro & Devonte. Kono Mama Zutto Asa Made se trouve sur la compilation Best Destiny et sur l'album Diamond Princess, où se trouve également Eyes on you.

## Liste des titres
| 1. | Eyes on you                                     | Miliyah Katō | Miliyah Katō, YANAGIMAN, Ittetsu Gen                                                    | 4:58 |
| 2. | Kono Mama Zutto Asa Made (このままずっと朝まで) | Miliyah Katō | Miliyah Katō, Anthony Kelly, Mark Wolfe, Steven Marsden, Wayne Passley, 3rd Productions | 4:06 |
| 3. | Trouble                                         | Miliyah Katō | 3rd Productions                                                                         | 4:01 |